# SAVA J4

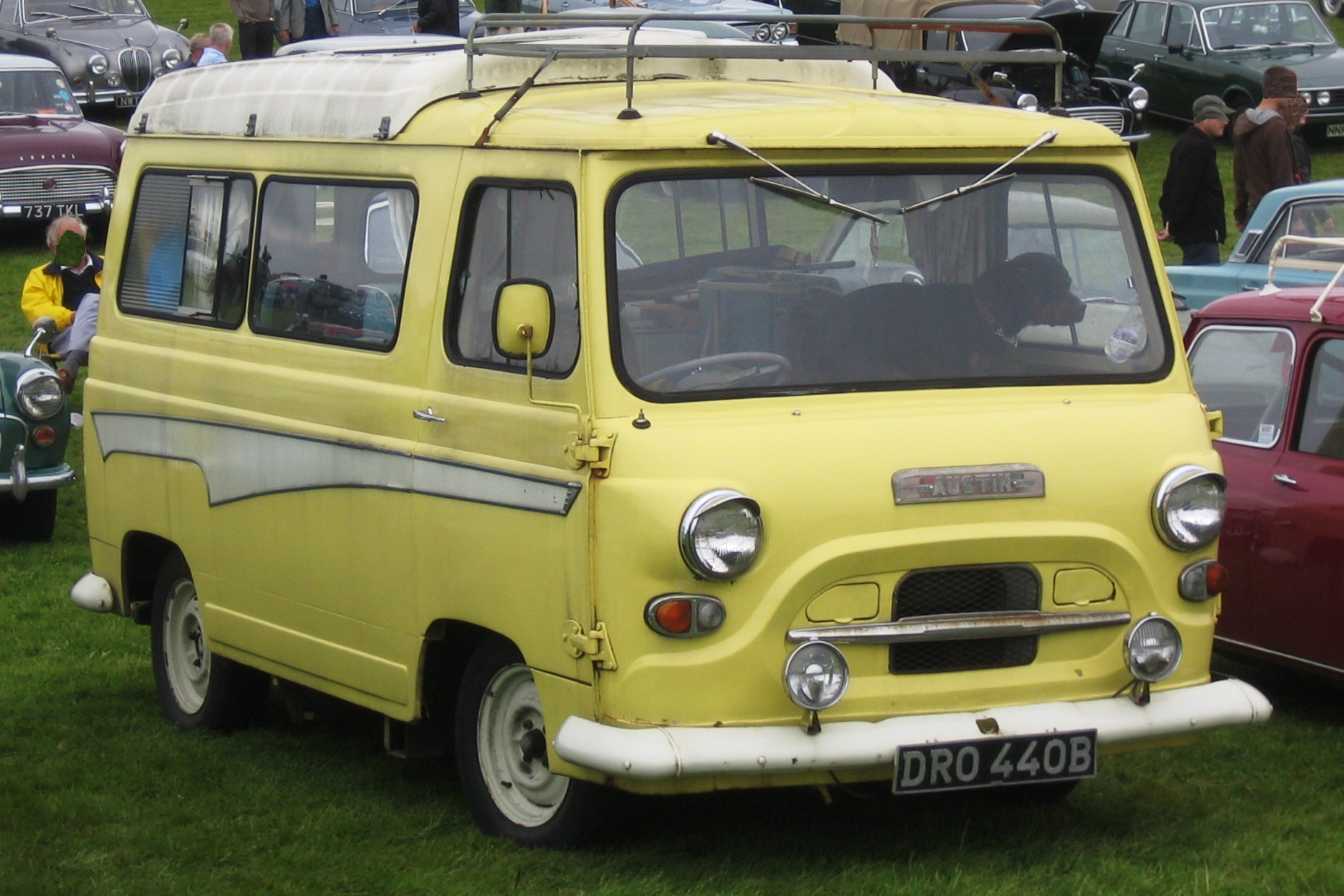
Original britannique Morris Commercial/Austin J4 (1960)

La SAVA J4 était une fourgonnette de moyenne dimension fabriquée par le constructeur espagnol SAVA, repris par le groupe ENASA en 1965 et sera renommée Pegaso J4. La production a été arrêtée en 1989. Le modèle était directement dérivé de la fourgonnette Morris Commercial J4.

## Histoire

### Contexte
Jusqu'en 1954, l'Espagne ne comptait aucun constructeur spécialisé dans la production de véhicules utilitaires. C'est en 1954 qu'une petite entreprise s'est créée, IMOSA, pour produire sous licence DKW les premières fourgonnettes DKW F89L. Quelques années plus tard, Citroën Hispania sera créée et assemblera la 2CV AZU fourgonnette, SAVA et Fadisa qui fabriquera sous licence Alfa Romeo les fameuses fourgonnettes Fadisa Romeo.
La société SAVA, implantée à Valladolid, après un premier essai au succès limité avec le modèle FADA P-54 à trois roues, va poursuivre son activité avec un modèle plus affiné, notamment avec le SAVA P-54 dont les lignes de la nouvelle cabine avaient été étudiées en interne et, à partir de 1962, avec la fabrication sous licence BMC, du fourgon SAVA LDO-5.
Dès 1964, la gamme SAVA-BMC comprenait des camions légers et moyens et le fourgon LDO-5, d'une capacité de 1.500 kg. Un vrai véhicule de livraison, petit et maniable, était nécessaire pour faire face à l'invasion des dérivés commerciaux des voitures particulières (Citroën 2CV AZU, Renault F4, Siata Formichetta et des fourgonnettes d'une tonne comme les DKW-IMOSA F100L et Fadisa Romeo.
Le BMC J4 M10 sera retenu comme le modèle idéal et dès 1965, SAVA commencera à l'assembler dans son usine de Valladolid. Le nouveau fourgon SAVA J4, d'une charge utile de 850 kg, a hérité d'une porte coulissante côté conducteur, chose courante dans les fourgons de livraison de l'époque.
La présentation officielle du nouveau fourgon SAVA-Austin J4 a eu lieu le 28 mai 1965.

## Les trois séries

### 1ère série: SAVA-Austin J4 (1965-74)
À l'origine, la version du J4 produite par SAVA était strictement identique au modèle britannique, à l'exception du volant, à gauche sur la version espagnole pour une conduite à droite de la chaussée. En 1965, sa dénomination commerciale était SAVA-Austin J4, puis SAVA J4. Comme sur la version britannique, il fallait manœuvrer le levier de vitesses à l'envers : la 1ère et la 2ème étaient à droite de la grille et la 3ème et la 4ème à gauche vers le conducteur.
En 1971, SAVA modifie l'aménagement intérieur et remplace le tableau de bord désuet par celui de la SEAT 124. Ce tableau de bord sera conservé jusqu'en 1978.
Bien que la part de nationalisation soit de 80 %, la production initiale (10 exemplaires par jour) a permis d'obtenir un prix de vente relativement bas (180.000 pesetas franco usine). Les premiers exemplaires du SAVA J4 avaient conservé le logo « AUSTIN » à l'avant, ainsi que la barre horizontale chromée sur la calandre, détails typiques du modèle original britannique.
En 1968, le groupe public ENASA prend une participation majoritaire en rachetant 82 % du capital de SAVA. La marque "AUSTIN" qui était déjà devenue "SAVA-AUSTIN" se transforme en "SAVA", en lettres d'or sur fond rouge. Le moteur monté dans le J4 est un modèle SAVA fabriqué sous licence en Espagne. Il conserve la même cylindrée de 1,5 litre diesel. Le "J4" a été un véhicule très apprécié par les utilisateurs qui louaient sa maniabilité, la bonne accessibilité au moteur, l'excellente suspension et le bon positionnement des commandes.
Cette première série se distingue des suivantes par ses phares ronds. 26.000 exemplaires ont été fabriqués.

### 2ème série  SAVA J4 (1974-78)
En 1974, la carrosserie du J4 bénéficie de quelques modifications. L'appellation commerciale devient SAVA J4 5730. SAVA retravaille le dessin de la face avant, pour mieux se différencier du modèle Austin, avec une calandre noire et des phares rectangulaires intégrés et un logo Pegaso. Cette nouvelle série va conserver les feux arrière de la première série, mais en 1975, des feux arrière rectangulaires d'un nouveau design plus moderne sont adoptés.
En 1977, un nouveau moteur de 1.800 cm3 de cylindrée est monté sur la version SAVA J4 1000 tandis que l'ancien moteur équipe la version SAVA J4 700. Les désignations "700" ou "1000" font référence à la charge utile : 700 kg ou 1000 kg. Mécaniquement, la boîte de vitesses bénéficie d'un synchronisateur sur le 1er rapport, ce qui évite le double embrayage lors du passage des vitesses. SAVA monte également un réservoir de carburant de plus grande capacité.
Le J4 a réussi à s'imposer sur le marché, en devançant ses concurrents, Ebro F100/108 et DKW-IMOSA F1000L. Les ventes sont passées de 337 immatriculations en 1965 à 2.000 en 1967. À partir de 1968, la prise de participation majoritaire d'ENASA (82 % du capital de SAVA) a permis d'accélérer le nombre des ventes jusqu'à plus de 3.000 en 1970 jusqu'à  atteindre 5.625 en 1973. L'ancien moteur B.M.C., d'un litre et demi, avait été remplacé par un de la marque elle-même, de même cylindrée, mais avec un vilebrequin à cinq paliers.
À l'été 1974, la production d'un nouveau SAVA J4 avec une cabine plus moderne et un design détaché de son parent britannique commence. Il s'agissait de la série J4 5730, dont les principales caractéristiques étaient l'adoption d'une calandre noire, qui intégrait les ensembles optiques avant avec des phares rectangulaires et en dessous, les clignotants et un petit bouclier ENASA. Entre la calandre et le pare-brise se trouvaient deux signes : J4 et SAVA. De plus, sa longueur totale dépassait de 2,5 cm sa devancière, elle équipait d'une boîte de vitesses, toutes les vitesses étant synchronisées et augmentait le réservoir de carburant, à 45 litres. La même année de sa présentation, son prix de vente au public s'élevait à 236.000 pesetas.

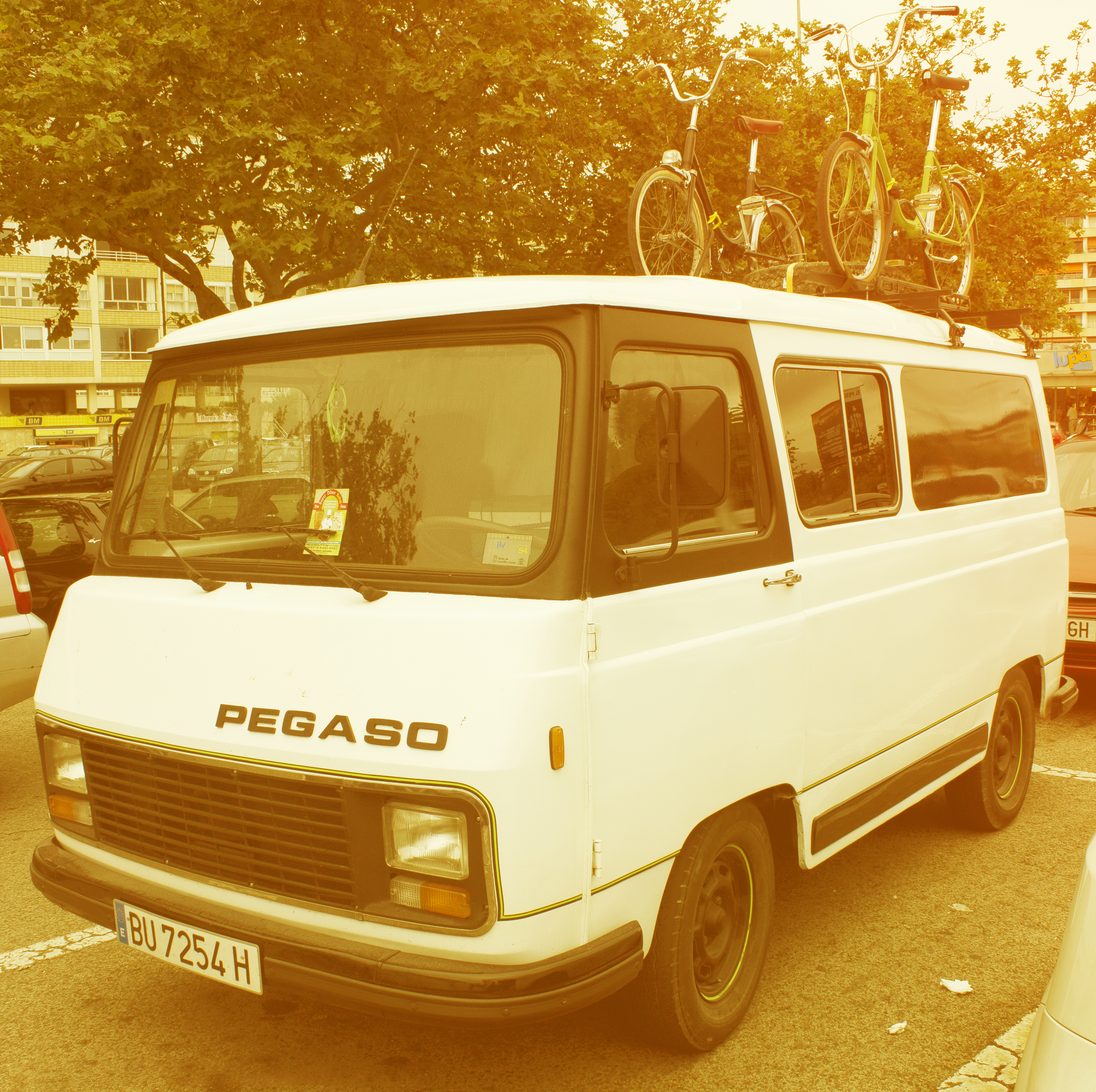
Pegaso J4 (1984)

### 3ème série Pegaso J4 (1978-89)
Entre la fin d'année 1978 et le début 1979, SAVA retouche une seconde fois la carrosserie en modernisant l'aspect extérieur. Le véhicule adopte de nouvelles portes arrière avec des vitres plus larges, les essuie-glaces passent d'un montage en partie haute du pare-brise à un montage traditionnel en partie basse, le tableau de bord a été modernisé et on arrête maintenant le moteur en tournant simplement la clé de contact, comme avec un moteur essence. Il faudra encore attendre pour obtenir des freins à disques à l'avant.
Avec l'augmentation de la charge utile, le J4-700 est renommé J4-800 et le J4-1000, J4-1100. Ce changement s'explique par l'augmentation des masses maximales techniques autorisées.
Cette série se distingue par ses grandes vitres arrière.